# 教英社
教英社（きょうえいしゃ）は、静岡県内に4つの校舎を持つ学習塾。1961年創立。小学生に対し中学受験、中学生に対しては主に特定中学校の授業にあわせて復習を行う。また、本部校舎では高校生に対して大学受験指導や、特定高校の生徒を対象とした復習授業も行う。
本部校舎（静岡市葵区呉服町）の他にも清水みかど台校（静岡市清水区草薙）、焼津校（焼津市焼津）、浜松校（浜松市中央区伝馬町）の4つの教室を持つ。